# Brushford (Somerset)
Brushford – wieś w Anglii, w hrabstwie Somerset, w dystrykcie (unitary authority) Somerset. Leży 82 km na południowy zachód od miasta Bristol i 244 km na zachód od Londynu. Miejscowość liczy 535 mieszkańców.